# Middag (tid)

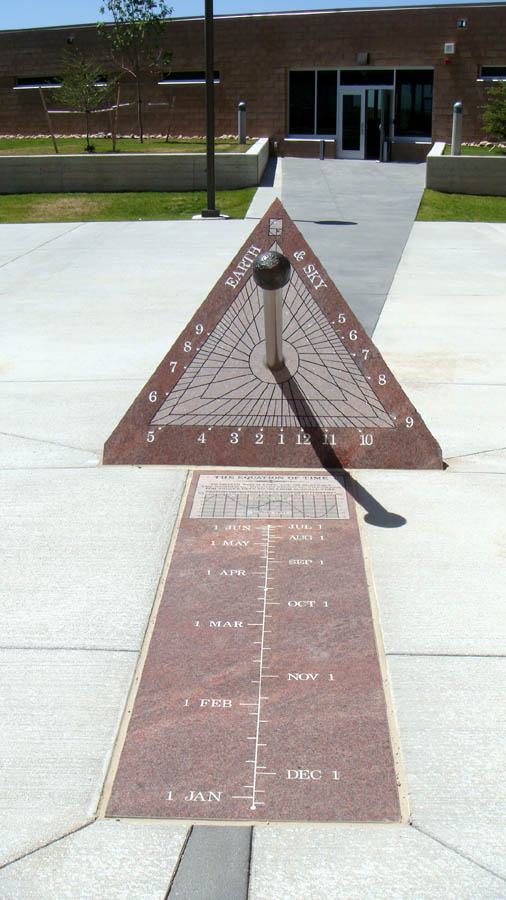
Solur som visar solens läge vid middagstid.

Middag ("mitt på dagen") avser den tidpunkt då ett halvt dygn har fortlöpt, det vill säga klockan 12:00.  Timmarna närmast före middag kallas förmiddag och timmarna närmast efter kallas eftermiddag.
Med lokal middag eller sann middag avses det klockslag då solen står i den lokala meridianen: (rakt i söder norr om kräftans vändkrets, rakt i norr söder om stenbockens vändkrets - mellan vändkretsarna varierar riktningen med årstiderna) och samtidigt som högst på himlen. Ett korrekt uppställt solur visar då tiden 12:00. På södra halvklotet står solen istället rakt i norr vid lokal middag. Tidpunkten för lokal middag avviker i regel från 12:00 vanlig klocktid, beroende på tidsekvationen, skillnad i longitud mellan orten och tidsmeridianen, samt eventuell sommartid.